# Arena: The Life and Times of Count Luchino Visconti
The Life and Times of Count Luchino Visconti é um documentário britânico de 2003, que faz parte do especial "Arena" lançado pela rede BBC Four. O filme conta a história do diretor de cinema italiano Luchino Visconti.

## Sinopse
Uma análise envolvente, profunda e multifacetada do renomado diretor Luchino Visconti (1906-76), que vai além de uma simples crônica de sua trajetória no cinema. O foco recai sobre o aspecto psicológico e cultural de sua personalidade, oferecendo uma perspectiva única sobre sua visão artística. Especialmente reveladora é a descrição de Helmut Berger sobre o conturbado relacionamento entre ambos, que adiciona camadas de complexidade à imagem do cineasta.

## Elenco
- James Fox ... narrador
- Helmut Berger
- Meralda Caracciolo Di Melito
- Claudia Cardinale
- Luchino Gastel
- Annie Girardot
- Farley Granger
- Ignazio Maccarrone
- Enrico Medioli
- Charlotte Rampling
- Francesco Rosi
- Giuseppe Rotunno
- Piero Tosi
- Giammaria Visconti Di Modrone
- Franco Zeffirelli

## Recepção
Derek Elley, da revista Variety, escreveu que "embora atores como Cardinale, Annie Girardot e Farley Granger sejam entrevistados, o documento é escasso em anedotas de cinéfilos. O seu maior trunfo são os testemunhos dos antigos amantes e colegas de trabalho Franco Zeffirelli e Helmut Berger, que descrevem Visconti como determinado e implacável".